# Ору (волость)
Ору (эст. Oru ) — бывшая волость в Эстонии в составе уезда Ляэнемаа.

## Положение
Площадь волости — 197,8 км², численность населения на 1 января 2008 года составляло 932 человек.
Административный центр волости — деревня Линнамяэ. Помимо этого на территории волости находятся ещё 14 деревень.
На территории волости находится природоохранная зона Салайыэ на которой расположены карстовые отложения.